# Das Kongo Tribunal
Das Kongo Tribunal ist ein 2017 produzierter deutscher und Schweizer Dokumentarfilm des Theaterregisseurs Milo Rau.

## Produktion
Für den Schnitt zeichnete Katja Dringenberg verantwortlich. Der Film wurde von der Kölner Produktionsgesellschaft Fruitmarket Kultur und Medien und der Zürcher Produktionsgesellschaft Langfilm AG in Koproduktion mit dem Schweizer Radio und Fernsehen (SRF), der SRG SSR und dem ZDF in Zusammenarbeit mit ARTE produziert und von der Filmstiftung Nordrhein-Westfalen, dem Deutschen Filmförderfonds und dem Beauftragten der deutschen Bundesregierung für Kultur und Medien, dem Schweizer Bundesamt für Kultur, der Zürcher Filmstiftung, der Volkert Stiftung und dem Migros-Kulturprozent gefördert.
Ein transmediales Begleitprojekt mit Tournee, Symposien und interaktivem Webprojekt, bestehend aus einem Game, einem umfangreichen Archiv und einer Virtual Reality-Installation, wurde im «Fonds Turn» der Kulturstiftung des Bundes gefördert.
Der Film startete am 19. November 2017 im Verleih von Real Fiction in den deutschen und am 23. November im Verleih von Vinca Film in den schweizerischen Kinos. Seine Weltpremiere hatte er 2017 in der Semaine de la Critique des Locarno Festivals.

## Inhalt
In mehr als 20 Jahren hat der Kongokrieg bereits über 6 Millionen Tote gefordert. Die Bevölkerung leidet unter einem Zustand völliger Straflosigkeit, die Verbrechen des Krieges wurden nie juristisch verfolgt. Viele sehen in dem Konflikt eine der entscheidenden wirtschaftlichen Verteilungsschlachten im Zeitalter der Globalisierung, liegen hier doch die wichtigsten Vorkommen zahlreicher Rohstoffe, die für die High-Tech-Industrie benötigt werden.
Für „Das Kongo Tribunal“ gelingt es Milo Rau die Opfer, Täter, Zeugen und Analytiker des Kongokriegs zu einem einzigartigen zivilen Volkstribunal im Ostkongo zu versammeln. Er lässt erstmals in der Geschichte des Krieges drei Fälle exemplarisch verhandeln und entwirft ein unverschleiertes Porträt des größten und blutigsten Wirtschaftskriegs der Menschheitsgeschichte.

## Kritiken und Auszeichnungen
- Die Stadt Zürich zeichnete Das Kongo Tribunal am 21. November 2017 mit dem Zürcher Filmpreis als „Bester Dokumentarfilm“ aus.
- Bei DOK Leipzig erhielt der Film 2017 eine lobende Erwähnung durch die Jury des Internationalen Wettbewerbs.
- 2018 folgte eine Nominierung für den Deutschen Filmpreis in der Kategorie „Bester Dokumentarfilm“.
- Nominiert in der Kategorien „Bester Dokumentarfilm“ und „Beste Filmmusik“ beim Schweizer Filmpreis 2018